# 科奇什·翁陶尔
科奇什·翁陶尔（匈牙利語：Kocsis Antal，1905年11月17日—1994年10月25日），匈牙利男子拳击运动员。他曾代表匈牙利参加1928年夏季奥林匹克运动会拳击比赛，获得男子蝇量级金牌。